# Allotoca dugesii
 Allotoca dugesii és una espècie de peix de la família dels goodèids i de l'ordre dels ciprinodontiformes. És un peix d'aigua dolça, de clima tropical i demersal. Es troba a Mèxic: Jalisco, estat de Guanajuato, Michoacán i Aguascalientes. Els mascles poden assolir 6,5 cm de longitud total. És inofensiu per als humans.